# Kutasó
Kutasó is een plaats (község) en gemeente in het Hongaarse comitaat Nógrád. Kutasó telt 112 inwoners (2001).